# エンパイア・ステート

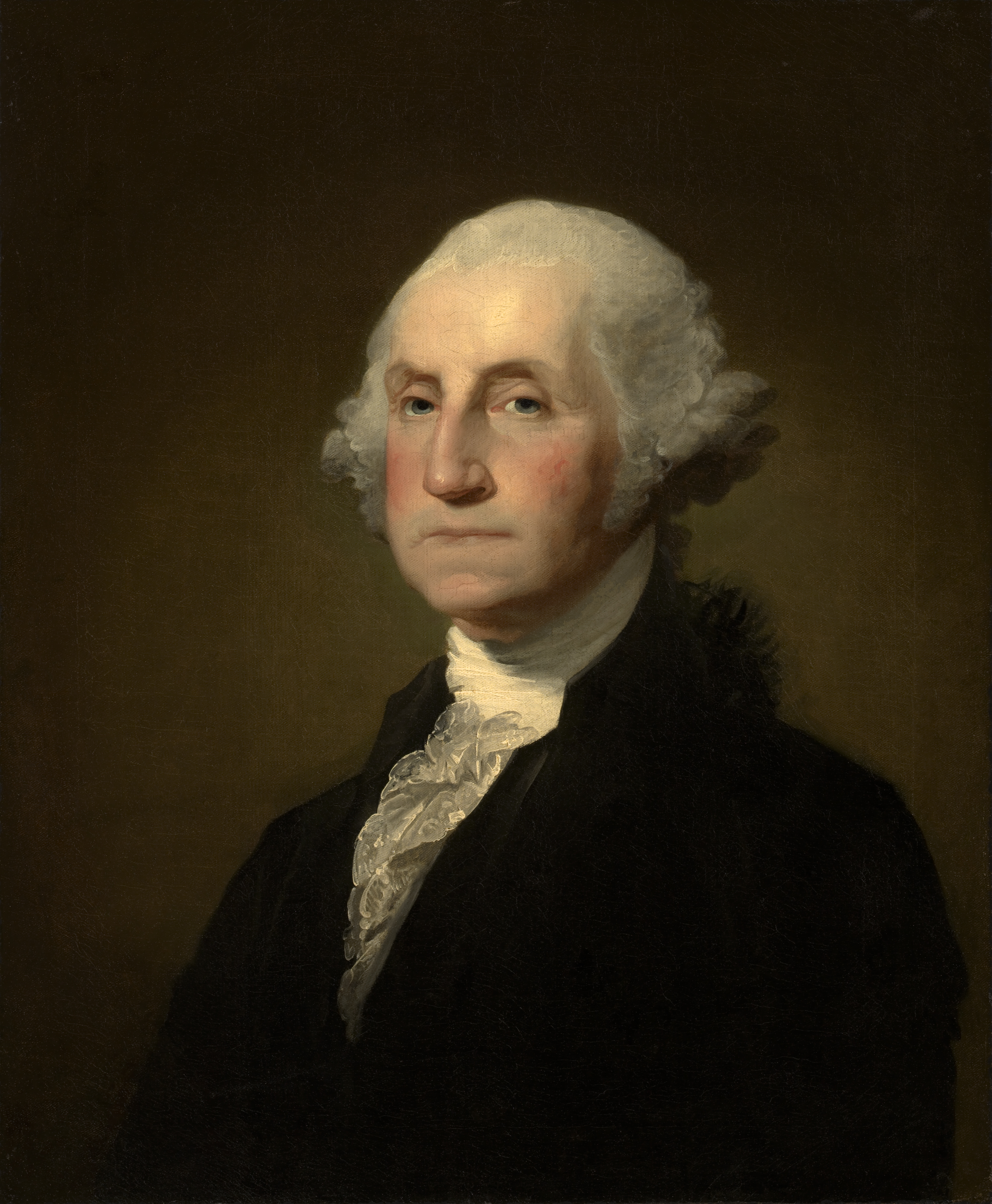
初代大統領ジョージ・ワシントン。「エンパイア・ステート」の愛称の考案者とする説もある

エンパイア・ステート（英: Empire State）または帝国州（ていこくしゅう）は、アメリカ合衆国のニューヨーク州の愛称。1800年代から使用されており、州内の建築物やイベントの名称に採用されている。
愛称の由来は判然とせず、多くの歴史家を悩ませてきた。アメリカ合衆国の作家ポール・エルドリッジは「この州に帝冠を授けたお調子者はだれなのだろうか？ニューヨークは彼の記憶にとってひとつの記念碑となっただろうが、大げさなジェスチャーをしたきり、彼は永遠をその姿を消してしまったのである」と述べている。

## 歴史
「帝国の州」の語源は、ニューヨーク州が豊かな富や資源を有するためと考えられてきたが、これには異論も存在する。1940年版の「ガイド・トゥー・ザ・エンパイア・ステート」は「その大それた形容詞を大胆にも初めて使った人物を特定することができれば、ニューヨークの人々を満足させることができるだろう」と述べている。歴史家のミルトン・M・クラインは、1817年にニューヨークの商人集団が設立した旅客汽船会社「ブラック・ボール・ライン」の成功が関連しているのではないかと提起している。クラインによると、1820年までに「エンパイア・ステート」の愛称は広く使用されるようになった。
ジョージ・ワシントンは、当時ニューヨーク市長だったジェイムズ・デュアンへの1785年の書簡のなかで、ニューヨークを「帝国の中心地」 (the Seat of the Empire) と表現している。ワシントンは1790年代にも、ニューヨーク州知事だったジョージ・クリントンとの会話で、ニューヨーク州を指して「帝国への通路」 (Pathway to Empire) と呼んだとされる。歴史家のアレクサンダー・フリックは、この愛称はニューヨーク州の人口がバージニア州を上回った1819年には使われはじめ、1825年までに「普遍的に認知および受容された」としている。
下記の建築物や組織の名称は、愛称としての「エンパイア・ステート」に由来する。
- エンパイア・ステート・ビルディング（1931年開業）
- エンパイア・ステート・トレイル（2020年完成）
- 州都オールバニのエンパイア・ステート・プラザ。州政府の主要な機関が入居する。
- ジョージア州は、南北戦争以前のアンテベラム期に「南部のエンパイア・ステート」と呼ばれた。これは当時、ミシシッピ川以東で2番目に広大な州であったことに加えて、急速な工業化を遂げていたためである[4]。
- ニューヨーク・セントラル鉄道のエンパイア・ステート・エクスプレス号。
- 鉄道のエンパイア・サービス号。ニューヨークからオールバニを経由してニューヨーク州に至る[1] 。
- ニューヨーク州立大学エンパイア・ステート・カレッジ。1971年、サラトガ・スプリングズに設立された[5]。
- エンパイア・ステート競技大会。ニューヨーク州内のアマチュアアスリートが参加する、オリンピック形式の競技大会[6] 。
- ニューヨーク州の自動車のナンバープレートには、1951年から1963年と2001年から2020年まで「エンパイア・ステート」と表記されていた[7]。